# 2359 Debehogne
2359 Debehogne è un asteroide della fascia principale. Scoperto nel 1931, presenta un'orbita caratterizzata da un semiasse maggiore pari a 2,4244847 au e da un'eccentricità di 0,1163339, inclinata di 4,34212° rispetto all'eclittica.
L'asteroide è dedicato all'astronomo belga Henri Debehogne.